# Sân bay quốc tế Tobías Bolaños
Sân bay quốc tế Tobías Bolaños (tiếng Tây Ban Nha: Aeropuerto Internacional Tobías Bolaños) (IATA: SYQ, ICAO: MRPV) là một trong 4 sân bay quốc tế ở Costa Rica. Sân bay này nằm ở ngoại ô, phía của thành phố San José ở Pavas, cách thành phố khoảng 5 km về phía tây. Sân bay này phục vụ các chuyến bay theo lịch trình và 2 chuyến bay quốc tế theo lịch trình nối với Granada, Nicaragua và Bocas del Toro, Panama. Đây là trung tâm hoạt động của Nature Air, một trong hai hãng hàng không nội địa chính của Costa Rica.

## Các hãng hàng không và các điểm đến
| Hãng hàng không   | Các điểm đến                                                                 |
| ----------------- | ---------------------------------------------------------------------------- |
| Aerobell Airlines | Drake Bay, La Fortuna, Puerto Jiménez, Quepos, Tamarindo, Tambor, Tortuguero |

## Trường hàng không
Có 8 trường dạy bay hoạt động ngoài Sân bay Quốc tế Tobías Bolaños. Một số cung cấp các khóa học hàng không bổ sung như đào tạo tiếp viên, đào tạo điều phối viên không lưu và những người khác. Họ có các phi đội máy bay một động cơ và nhiều động cơ khác nhau để đào tạo phi công.
AENSA - Academia de Ensenanza Aeronautica
Trường dạy bay Aerobell
Aeroformacion
Aerotica
CPEA - Centro Profesional de Enseñanza Aeronáutica
ECDEA - Escuela Costarricense de Aviacion (Một phần của CarmonAir và Costa Rica Green Airways)
IACA - Instituto Aeronautico Centroamericano
IFA - Instituto de Formacion Aeronautica

## Số liệu thống kê về hành khách
Những dữ liệu này cho thấy số lượng hành khách di chuyển vào sân bay, theo Niên giám thống kê của Tổng cục Hàng không Dân dụng Costa Rica.